# Livgardet (piosenka Sabatonu)
Livgardet – singiel szwedzkiego zespołu Sabaton opublikowany na platformach muzycznych 26 lutego 2021 roku. Wydany początkowo będzie na płycie winylowej 9 kwietnia 2021 roku wraz z angielską wersją The Royal Guard w 6 rodzajach. Krótka zapowiedź wraz z półminutowym fragmentem angielskiej wersji pojawiła się na kanale zespołu w serwisie YouTube 23 grudnia 2020 roku. Muzykę skomponowali wspólnie Joakim Brodén i Christoffer Rörland, a tekst napisali Joakim Brodén i Pär Sundström.
Utwór opowiada o jednym z najstarszych pułków wojskowych na świecie, jakim jest szwedzka Gwardia Królewska (Livgardet), która została sformowana w połowie stycznia 1521 roku z 16 ludzi początkowo na potrzebę osobistej ochrony przywódcy powstania przeciwko Danii, późniejszego regenta i króla Szwecji Gustawa I Wazy. Jest hołdem zespołu dla gwardii z okazji 500-lecia jego powstania.
Do piosenki został nagrany także teledysk, który został opublikowany w serwisie YouTube w dniu premiery utworu.
Melodia chóru, która pojawia się w utworze przypomina hymn biblijny Najświętszy Pan Jezus, znany również jako Piękny Zbawiciel. W Szwecji melodia hymnu jest również używana w psalmie 297 – Härlig är jorden (Cudowna jest ziemia).
Piosenka pojawiła się w aplikacji Shazam początkowo, najprawdopodobniej w wyniku pomyłki za wcześnie 21 stycznia 2021 roku wraz z okładką singla. Został usunięty na początku lutego.
Angielska wersja piosenki The Royal Guard była dostępna do wstępnego zapisu wkrótce po premierze wideo.